# Premi Carmen Conde
El Premi Carmen Conde de Poesia per a Dones és un premi literari espanyol, convocat per Ediciones Torremozas i dedicat exclusivament a autores de sexe femení. Porta tal denominació en homenatge a l'escriptora Carmen Conde, primera dona a ser nomenada acadèmica de nombre de la Reial Acadèmia Espanyola. L'editorial convocant, Torremozas, va ser fundada per la poeta Luzmaría Jiménez Faro per promocionar la literatura femenina.

## Obres guanyadores del Premi Carmen Conde
- 1984, El diván de la puerta dorada. Luisa Futoransky
- 1985, Dios y otros sueños. Isabel Abad
- 1986, Aquí quema la niebla. María Sanz
- 1987, Los dioses y el ánfora. Julie Sopetrán
- 1988, Os dije que existían. Carmen Albert
- 1989, Un signo de los tiempos. Marta Pérez Novales
- 1990, La tierra indiferente. María Luisa Mora
- 1991, Un instante infinito. Rosa Martínez Guarinos
- 1992, Al margen del deseo. Carmen González Marín
- 1993, En la penumbra de Cuaresma. Carmen Gómez Ojea
- 1994, No temerás. Juana Castro Muñoz
- 1995, La canción de Iseo. María del Mar Alférez
- 1996, El silencio de la sirena. Ana María Rodríguez
- 1997, Signos y otras señales. María Jesús Hernández
- 1998, Cementerio de nadas. Dolors Alberola
- 1999, Oficio del regreso. Josela Maturana
- 2000, Herejía bajo la lluvia. Minerva Salado
- 2001, Un color inexistente. Luisa Peluffo
- 2001, Metafísica del trapo. Maria Eloy-García[1]
- 2002, El principio activo de la oblicuidad. Tina Suárez Rojas
- 2003, Métricas del alma. Elena Soto García
- 2005, Transmutaciones. Pilar González.España[2]
- 2006, Tela que cortar. Carmen Plaza
- 2007, Disección. Care Santos[3]
- 2008, Poemas del amor sumiso. Ana Delgado Cortés
- 2009, Ý (turno de réplica). Anay Sala Suberviola
- 2010, Estaciones en exilio. Clara Eugenia Ronderos
- 2011, Animal de presa. Laura Yasan
- 2012, Menos miedo. María García Zambrano[4]
- 2013, Los seres quebradizos. Rocío Hernández Triano
- 2014, Documentum. Sara Herrera Peralta[5]
- 2015, El bolso de Mary Poppins. Julia Conejo Alonso⁶